# Psylocke

Logo de la série Psylocke (2010).

Elisabeth « Betsy » Braddock, alias Psylocke est une super-héroïne évoluant dans l'univers Marvel de la maison d'édition Marvel Comics. Créé par le scénariste Chris Claremont et le dessinateur Herb Trimpe, le personnage de fiction apparaît pour la première fois dans le comic book Captain Britain #8 en décembre 1976, une bande dessinée créée par la filiale britannique de Marvel, Marvel UK.
À l'origine, Betsy Braddock est un personnage secondaire dans les aventures de son frère jumeau Brian Braddock, alias Captain Britain, mais elle le remplace brièvement dans son rôle de protecteur de la Terre-616. Plus tard, elle devient la super-héroïne Psylocke.
Associée à Captain Britain et aux X-Men, Psylocke est une mutante doté de pouvoirs psychokinésiques et entraînée au combat au corps à corps. Avant son échange de pouvoirs avec Phénix, elle possédait aussi des facultés télépathiques.

## Historique de la publication et biographie du personnage
Elizabeth Braddock fait sa première apparition dans le numéro 8 de la série Captain Britain (décembre 1976), publié par la filiale de Marvel Comics, Marvel UK. Le scénariste, Chris Claremont, l’introduit comme un personnage secondaire, la sœur de Brian Braddock (Captain Britain) et fait d’elle une pilote de ligne. Elle est aussi pourvue de facultés psychiques aux limites inconnues, bien qu’aucune explication sur l’origine de ces pouvoirs ne soit donnée. Dans « Super Spider-Man and Captain Britain » #243 (octobre 1977), le personnage est présenté comme un mannequin professionnel.
Dans Daredevil #3 (mars 1983), le scénariste Alan Moore la fait travailler pour l’organisation gouvernementale britannique S.T.R.I.K.E., qui l’utilise pour ses capacités parapsychiques. Son petit ami, Tom Lennox, qui fait aussi partie du S.T.R.I.K.E., est plus tard assassiné. L’histoire présente Elizabeth Braddock comme ayant teint ses cheveux en violet, mais cette couleur devient par la suite son principal trait de reconnaissance.
Le changement majeur du personnage arrive en 1986 dans la série Captain Britain, alors que Betsy Braddock remplace son frère en tant que Captain Britain ; elle est rendue aveugle par le supervilain Slaymaster (en).
Dans New Mutants Annual #2 (octobre 1986), Chris Claremont intègre Braddock à la franchise X-Men : enlevée dans le Mojoverse de Mojo (en) où elle subit un lavage de cerveau, Betsy reçoit des yeux bioniques et est appelée Psylocke pour la première fois. Après avoir été secourue par les Nouveaux Mutants, elle s’installe dans leur académie, dirigée par Magnéto en l’absence du Professeur Xavier. Après avoir aidé l’équipe des X-Men, elle fait ses preuves lors de l'affrontement avec le mutant meurtrier Dents-de-sabre, réussissant avec sa télépathie à récupérer des informations vitales sur les événements du « Massacre des Mutants » (les Morlocks par les Maraudeurs). Peu après, elle est invitée à intégrer officiellement les X-Men et adopte le nom de code « Psylocke ».
Décrite comme une télépathe avec quelques aptitudes au combat, Psylocke adopte rapidement une armure. Cela change dans Uncanny X-Men #250-251 (1989) au moment où les X-Men fuient des terroristes cyborgs, les Reavers, en passant par le Trône du Péril, un dispositif de téléportation extra-dimensionnelle.
Dans l’arc narratif suivant[Lequel ?], elle tombe aux mains d’une organisation terroriste japonaise, la Main, qui lui fait subir un lavage de cerveau et un changement physique. Elle croit alors être « Lady Mandarin », l’assassin attitré de la Main. Cette manipulation implique une modification de ses caractéristiques physiques, étant représentée sous une apparence de femme japonaise. Après avoir été secourue par Wolverine et surmonté son conditionnement mental, elle conserve l’habilité au combat au corps à corps obtenue par les manipulations de la Main, tout comme l’habilité à concentrer son énergie psychique sous la forme d’une « dague psychique ».

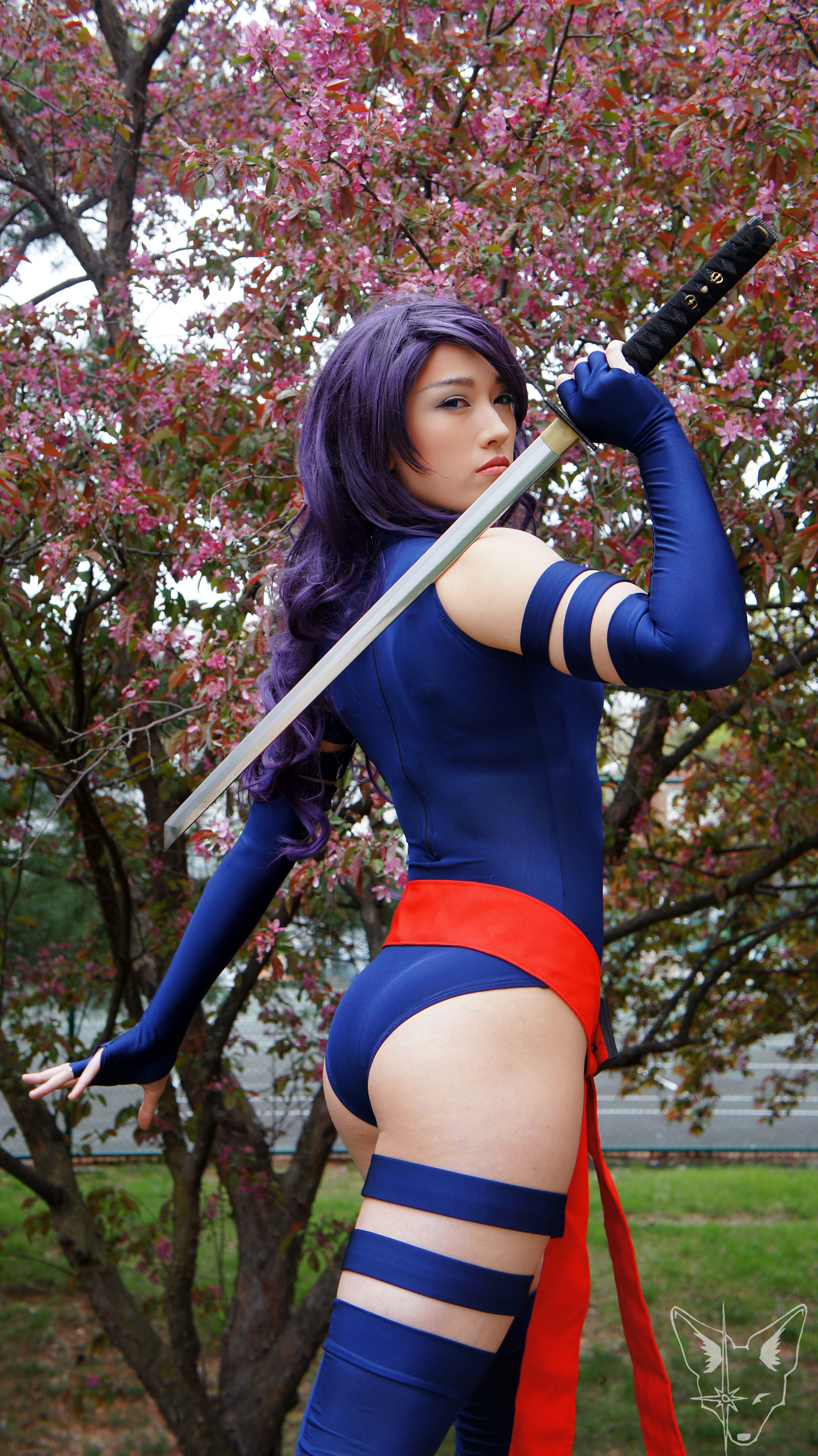
Cosplay de Psylocke sous son apparence asiatique.
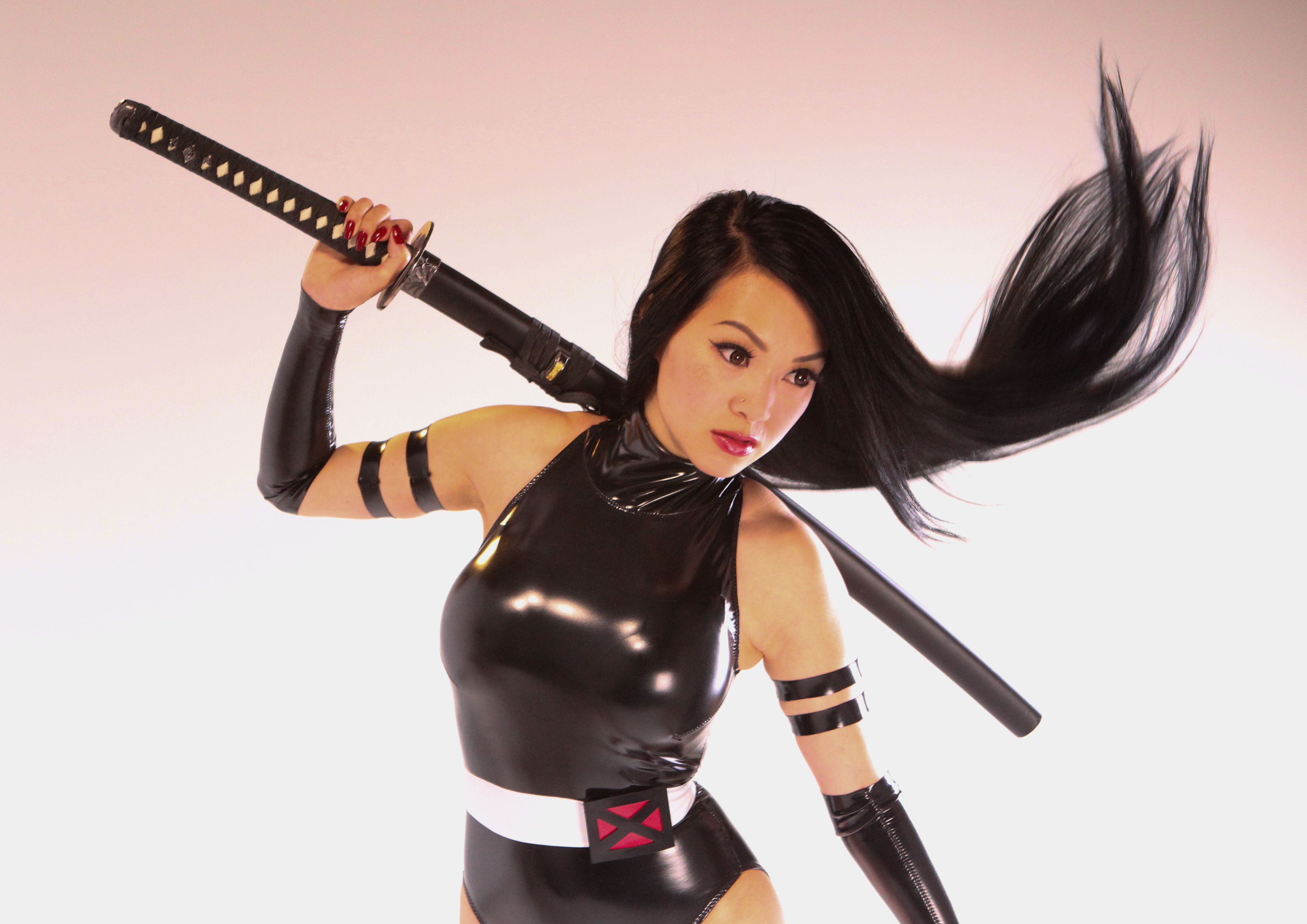
Cosplay de Psylocke sous son apparence asiatique.

Avec le lancement de la série X-Men (vol. 2), l’équipe se divise et Psylocke rejoint celle menée par Scott Summers (Cyclope). Dans les histoires écrites par Jim Lee, Betsy commence à flirter avec Scott dans le but de le séduire. À ce moment, Kwannon — un nouveau personnage ayant l’apparence de Betsy avant sa manipulation par la Main — clame être la vraie Psylocke, et accuse la Betsy japonaise d’être une usurpatrice. Après le départ de Jim Lee de Marvel Comics pour fonder avec six autres auteurs Image Comics, le nouveau scénariste Fabian Nicieza établit que Kwannon était l’imposteur et que les flirts de Psylocke avec Cyclope étaient l’une des conséquences mentales de sa transformation physique.
En 1994, le scénariste Scott Lobdell met en scène une relation entre Betsy et son coéquipier Warren Worthington (Archangel). Elle est par la suite sévèrement blessée lors d’un combat contre Dents-de-sabre. Elle est finalement sauvée grâce à l’utilisation d’un artéfact mystique connu sous le nom de l’Aube rouge, qui lui confère de nouveaux pouvoirs : la capacité de se fondre dans l’ombre et de se téléporter. Lobdell l’insère pendant quelque temps aux côtés des X-Men. Le personnage retourne parmi eux dans X-Men #77-78, tandis qu’elle utilise sa télépathie améliorée par les pouvoirs de l’Aube rouge pour emprisonner le Roi d'ombre dans le plan astral.
Cependant, comme une nouvelle utilisation de sa télépathie libérerait le Roi d'ombre, Betsy doit renoncer à utiliser ses capacités télépathiques. Quelque temps plus tard, elle développe à la place des pouvoirs télékinésiques. Sa relation avec Archangel prend fin avec Claremont dans X-Men (vol. 2) #109, tandis que Betsy fréquente une nouvelle recrue X-Men, l’indien Neal Shaara, alias Thunderbird.
Dans X-Treme X-Men #2 (2001) écrit par Claremont, Psylocke meurt. Elle reste morte jusqu’en 2005 où, dans Uncanny X-Men #455, elle est ressuscitée ; Claremont a écrit par la suite qu’il avait toujours été dans son intention de la ramener à la vie.
Le personnage est aussi présent dans la série Exiles, un spin-off de la franchise X-Men se situant dans un univers parallèle. Avec l’annulation des New Exiles, Psylocke obtient pour la première fois une histoire centrée sur son personnage, le one-shot X-Men : Sword of The Braddocks.
Au début de 2009, elle retrouve ses compagnons X-Men dans les pages de Uncanny X-Men. En novembre 2009, elle apparaît dans une mini-série en quatre épisodes écrite par Christopher Yost et dessinée par Harvey Tolibao, dont Matsu'o Tsurayaba (en) et Wolverine sont les deux personnages centraux.

## Pouvoirs, capacités et équipement
Psylocke est une mutante dotée de pouvoirs de télépathie et de télékinésie. Depuis sa résurrection, ses pouvoirs ont été renforcés par son frère Jamie. Récemment, une version de Jean Grey de la réalité alternative Terre-295 lui a permis de réaliser son plein potentiel, faisant d’elle une mutante de niveau Oméga.
En complément de ses pouvoirs, Betsy Braddock est une pratiquante experte en arts martiaux (elle au moins une ceinture noire ou un grade de dixième dan) ainsi qu'une pilote d'avion compétente. Elle possède la force normale d’une femme de son âge et de sa constitution qui pratique un entraînement physique intense et régulier. Elle peut aussi accroître sa force en utilisant son pouvoir télékinésique. Elle a suivi une formation de la part du S.T.R.I.K.E, de la Main, a été entraînée par Dents-de-sabre (de la Terre-295) et par une version alternative du démon Ogun (en). C’est une véritable ninja qui maîtrise les diverses armes et techniques de cet ordre, telles que l’infiltration, l’espionnage, la dissimulation, l’évasion, l’assassinat, le déplacement silencieux et l'acrobatie.
Les talents télékinésiques de Psylocke lui permettent de manipuler les aspects physiques de la réalité :
- bien qu’elle soit capable de manipuler des objets à distance ou se servir de sa télékinésie pour voler dans les airs, elle manifeste généralement sa télékinésie sous la forme d'un katana composé d'énergie télékinésique. Elle peut alors déconnecter le système neural de ses cibles ou leur causer des dommages physiques comme une véritable lame le ferait. Elle se sert aussi de son katana psychique pour éclairer des endroits sombres ou pour briser les inhibiteurs de pouvoir télépathiques placés sur d'autres individus. Elle manifeste parfois ses pouvoirs télékinésiques sous la forme d’autres armes, comme un arc et ses flèches ou une arbalète ;
- par ailleurs, elle peut entourer ses mains d’un champ de force télékinésique qui lui confère une force surhumaine, ou pour générer des champs d'énergie. Elle peut aussi se servir de sa télékinésie pour améliorer ses autres capacités physiques, telles que sa vitesse ou son agilité.

Psylocke est également télépathe. Après avoir momentanément perdu ce pouvoir, elle semble l'avoir depuis totalement récupéré :
- elle est capable de communiquer mentalement à distance, de lire dans l'esprit des autres et de manipuler celui-ci, de traquer télépathiquement des individus grâce à les émanations psychiques personnelles qu'ils émettent, de masquer sa présence aux autres télépathes (en dressant un bouclier psychique) ou bien de cacher sa présence aux autres en manipulant leurs perceptions, de projeter des illusions télépathiques ou d'implanter des souvenirs chez autrui, de lancer des scans télépathiques, paralyser des individus, lancer des rafales d’énergie psionique et enfin de projeter son corps astral ;
- elle peut générer ses pouvoirs télépathiques sous la forme d'une dague psychique, notamment pour déconnecter les neurones de ses cibles (ce qui peut aller jusqu’à les tuer) ;
- depuis sa résurrection, elle est immunisée aux intrusions et aux attaques psychiques d'autres individus et semble aussi immunisée aux attaques basées sur des pouvoirs dérivant de la télépathie : elle s'est ainsi montrée résistante aux pouvoirs de la mutée Vertigo (en) ou encore aux tentatives de possession de la mutante Nocturne, ainsi qu'aux altérations physiques et mentales provoquées par des êtres capables d'altérer la réalité (comme Protéus).

Elle est aussi indétectable par tout mécanisme technologique et peut modifier sa structure moléculaire pour se rendre invisible aux yeux des autres. Elle a, par ailleurs, accès de manière occasionnelle à des rêves prémonitoires. L’étendue de son don de précognition n’est pas connu.
Durant sa présence dans la dimension de l’Aube rouge (Crimson Dawn (en)), Psylocke avait le pouvoir de se téléporter via les ombres et de devenir invisible dans les ombres.
Son ancien costume de Captain Britain lui donnait une force surhumaine, la possibilité de voler dans les airs et de créer des champs de force. Mojo (en) lui avait aussi donné des yeux cybernétiques équipés de caméras, qu’elle a depuis perdus après avoir changé de corps.

## Apparitions dans d'autres médias

### Cinéma

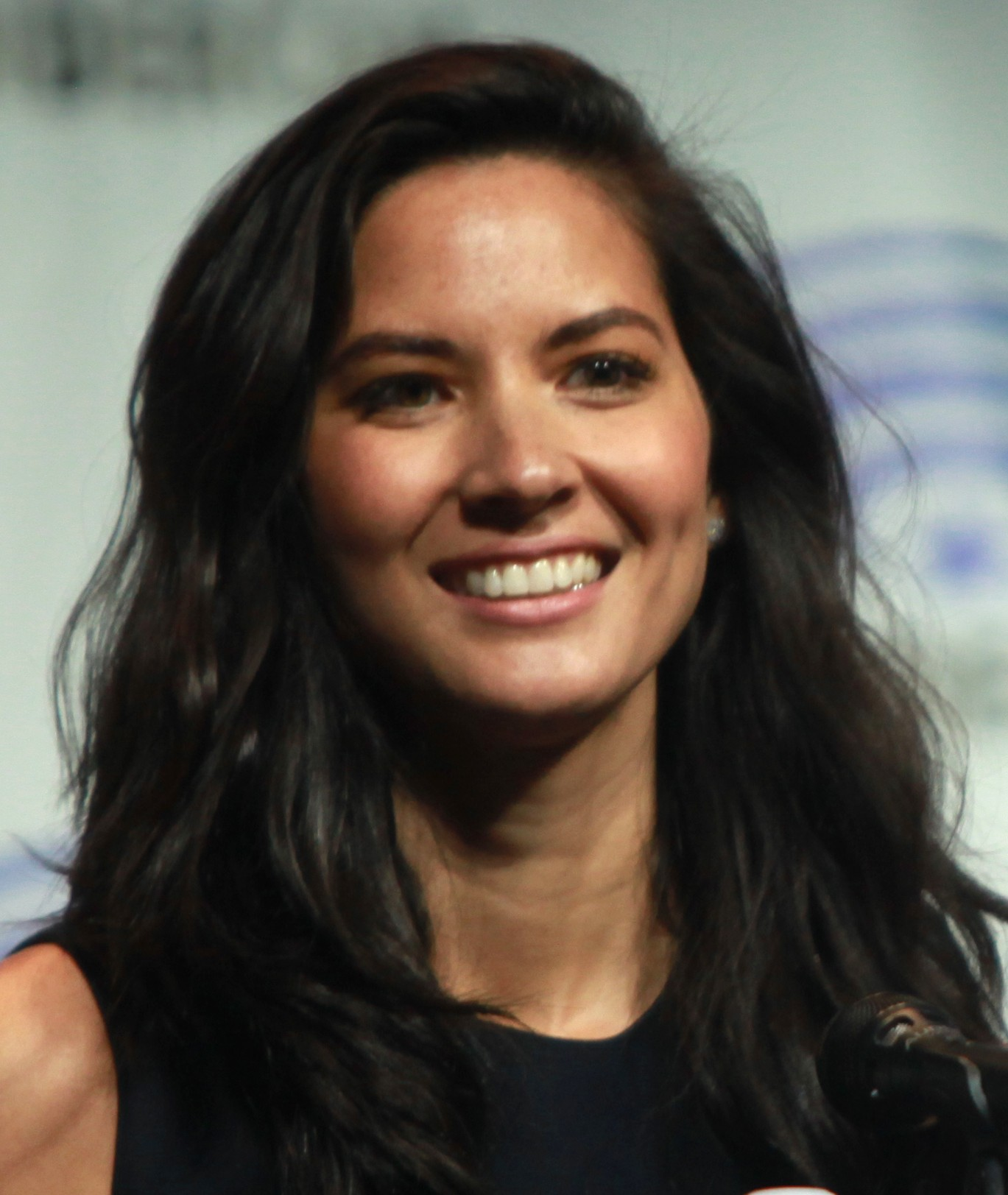
L'actrice Olivia Munn incarne Elisabeth Braddock/Psylocke dans le film X-Men : Apocalypse (2016).

Interprétée par Mei Melançon dans la 1re trilogie X-Men
- 2006 : X-Men : L'Affrontement final de Brett Ratner

Interprétée par Olivia Munn dans la 2e trilogie X-Men
- 2016 : X-Men : Apocalypse de Bryan Singer

Interprétée par Ayesha Hussain pour le MCU
- 2024 : Deadpool et Wolverine de Shawn Levy

### Télévision
Psylocke apparaît dans les séries d'animation X-Men (1992-1997). Dans la série des années 1990, elle a apparaît dans les épisodes Repo Man, Mojovision, Promise Of Apocalypse et End And Beginning.
Elle apparaît aussi dans la série d'animation Wolverine et les X-Men (épisode Time Bomb), où elle n'est que télépathe et alliée à la confrérie de Vif-Argent à qui elle doit un service, essayant de « guérir » Nitro, sans succès.

### Jeux vidéo
En tant que personnage jouable dans le jeu video compétitif Marvel Rival's (2024)
Jouable dans le jeu vidéo fortnite [ cosmétiques ]